# Tischvorlage
Eine Tischvorlage ist in der Hochschul- und Verwaltungssprache ein kurzes Dokument von meist ein bis zwei Seiten im A4-Format, das vor dem Beginn eines Vortrags allen Zuhörern zur Verfügung gestellt wird. Es soll die Informationsaufnahme, die anschließende Diskussion und die möglicherweise aus dem Vortrag folgenden Entscheidungen erleichtern.
Tischvorlagen können die Form eines Thesenpapiers haben, ein Inhaltsverzeichnis darstellen, aber auch zusätzliche Informationen (zum Beispiel Zahlenmaterial) anbieten, welche die Präsentation zu sehr verzögern würden. An Hochschulen richtet sich die Form nach dem Usus des jeweiligen Instituts, während in der Verwaltung je nach den Bestimmungen der Geschäftsordnung auch Anträge als Tischvorlage eingebracht werden.
Als „Handout“ (Thesenpapier) im engeren Sinne gilt eine Tischvorlage, die etwas detaillierter als ein Thesenpapier gehalten ist. Es enthält auf etwa drei bis acht Seiten die Gliederung (Kapitel) des Vortrags, die wichtigsten Details und Thesen, einige Grafiken, das Literatur- und Webverzeichnis und möglichst auch einen Ausblick.